# جان کولیوس
جان کولیوس (انگلیسی: John Kolius؛ زادهٔ april ۱, ۱۹۵۱ (۷۳ سال)) ورزشکار اهل ایالات متحده آمریکا است.
وی در مسابقات کشوری و بین‌المللی در مجموع برندهٔ ۱ مدال نقره شده‌است.